# Pieve a Nievole
Pieve a Nievole là một đô thị ở tỉnh Pistoia trong vùng Toscana, có vị trí cách khoảng 35 km về phía tây bắc của Florence và khoảng 11 km về phía tây nam của Pistoia. Tại thời điểm 31 tháng 12 năm 2004, đô thị này có dân số 9.387 và diện tích 12,7 km².
Đô thị Pieve a Nievole có các frazioni (các đơn vị cấp dưới, chủ yếu là các làng) Via Nova, Poggetto, and La Colonna.
Pieve a Nievole giáp các đô thị: Monsummano Terme, Montecatini-Terme, Ponte Buggianese, Serravalle Pistoiese.